# Stamsried
Stamsried – gmina targowa w Niemczech, w kraju związkowym Bawaria, w rejencji Górny Palatynat, w regionie Ratyzbona, w powiecie Cham, siedziba wspólnoty administracyjnej Stamsried. Leży w Lesie Bawarskim, w Parku Natury Górny Las Bawarski, około 12 km na północny zachód od Cham.

## Dzielnice
W skład gminy wchodzą następujące dzielnice: Asbach, Diebersried, Friedersried, Großenzenried, Hitzelsberg, Kollenzendorf, Stamsried.

## Demografia
| Rok  | Liczba mieszk. |
| ---- | -------------- |
| 1970 | 1 858          |
| 1987 | 1 908          |
| 2000 | 2 304          |

## Oświata
(na 1999)

W gminie znajduje się 75 miejsc przedszkolnych (90 dzieci) oraz szkoła podstawowa (22 nauczycieli, 390 uczniów).

## Współpraca
Miejscowości partnerskie:
- St. Marienkirchen bei Schärding, Austria
- Suben, Austria
- Kesselsdorf – dzielnica Wilsdruff, Saksonia